# 勞菲
勞菲，Laufey。是北歐神話中的一名女巨人，她和法布提（Farbauti）生下了洛基（Loki）、 Byleist 和 Helbindi。有時候，Byleist 會被直接當作洛基的另一個名字，Helbindi 則被當作奧丁的另一個名字。
她是象徵樹的巨人，名字有「葉」或「樹」（Foliage 或 Tree-Island）之意，當她被法布提（Farbauti，象徵閃電的巨人）用閃電打到的時候生下象徵著火的洛基（Loki）。另外，由於她是奧丁（Odin）的養母，所以洛基和奧丁成了結拜兄弟。因為這層關係，洛基才得以加入阿薩神族（Aesir）。

## 大眾文化中
- 《戰神4》中的角色勞菲，僅在劇情中被提及，為故事重要線索。
- 《戰神：諸神黃昏》中的角色勞菲，在劇情中正式登場。